# Gouvernement Yang II
Yang I Yang II
Le gouvernement Philémon Yang II est en fonction du  9 décembre 2011 jusqu'au 1er octobre 2015. 
Le gouvernement est composé de 53 ministres dont 10 ministres délégués. Ce gouvernement est le 33e mouvement ministériel du président Paul Biya.

## Premier ministre
| N° | Fonction                                                                                         | Prénom(s) & Nom(s) | Parti |
| -- | ------------------------------------------------------------------------------------------------ | ------------------ | ----- |
| 1  | Premier ministre                                                                                 | Philémon Yang      | RDPC  |
| 02 | Vice Premier Ministre, Ministre délégué à la Présidence chargé des Relations avec les Assemblées | Amadou Ali         | RDPC  |

## Ministres d'État
| N° | Fonction                                                  | Prénom(s) & Nom(s)  | Parti |
| -- | --------------------------------------------------------- | ------------------- | ----- |
| 03 | Ministre d'État, Ministre de la justice, Garde des Sceaux | Laurent Esso        | RDPC  |
| 04 | Ministre d'État, Ministre du Tourisme et des loisirs      | Bello Bouba Maigari | UNDP  |

## Ministres
| N° | Fonction                                                                 | Prénom(s) & Nom(s)           | Parti |
| -- | ------------------------------------------------------------------------ | ---------------------------- | ----- |
| 08 | Administration territoriale et de la décentralisation                    | René Emmanuel Sadi           | RDPC  |
| 09 | Agriculture et du développement rural                                    | Lazare Essimi Menye          | RDPC  |
| 10 | Affaires sociales                                                        | Catherine Bakang Mbock       | RDPC  |
| 11 | Arts et de la culture                                                    | Ama Tutu Muna                | RDPC  |
| 12 | Commerce                                                                 | Luc Magloire Mbarga Atangana | RDPC  |
| 13 | Communication                                                            | Issa Tchiroma Bakary         | FSNC  |
| 14 | Domaines, du cadastre et des affaires foncières                          | Jacqueline Koung à Bessike   | RDPC  |
| 15 | Eau de l’énergie                                                         | Basile Atangana Kouna        | RDPC  |
| 16 | Économie, de la Planification et de l'aménagement du territoire          | Emmanuel Nganou Djoumessi    | RDPC  |
| 17 | Éducation de base                                                        | Youssouf née Adidja Alim     | RDPC  |
| 18 | Elevage, des pêches et des industries animales                           | Dr Taïga                     | RDPC  |
| 19 | Emploi et de la formation professionnelle                                | Zacharie Perevet (en)        | RDPC  |
| 20 | Enseignements secondaires                                                | Louis Bapès Bapès            | RDPC  |
| 21 | Enseignement supérieur                                                   | Jacques Fame Ndongo          | RDPC  |
| 22 | Environnement, de la Protection de la Nature et du Développement durable | Pierre Hélé (en)             | RDPC  |
| 23 | Finances                                                                 | Alamine Ousmane Mey          | RDPC  |
| 24 | Fonction publique et de la réforme administrative                        | Michel Ange Angouing         | RDPC  |
| 25 | Forêts et de la Faune                                                    | Philip Ngwese Ngole          | RDPC  |
| 26 | Habitat et du développement urbain                                       | Jean-Claude Mbwentchou       |       |
| 27 | Jeunesse et de l'Éducation civique                                       | Pierre Ismaël Bidoung Kpwatt | RDPC  |
| 28 | Mines, de l’Industrie et du Développement Technologique                  | Emmanuel Bonde               | RDPC  |
| 29 | Petites et moyennes entreprises, de l'économie sociale et de l'artisanat | Laurent Serge Etoundi Ngoa   | RDPC  |
| 30 | Postes et Télécommunications                                             | Jean Pierre Biyiti bi Essam  | RDPC  |
| 31 | Promotion de la Femme et de la Famille                                   | Marie-Thérèse Abena Ondoa    | RDPC  |
| 32 | Relations Extérieures                                                    | Pierre Moukoko Mbonjo        | RDPC  |
| 33 | Recherche scientifique et de l'innovation                                | Madeleine Tchuente           | RDPC  |
| 34 | Santé Publique                                                           | André Mama Fouda             | RDPC  |
| 35 | Sports et de l'éducation physique                                        | Adoum Garoua                 | RDPC  |
| 36 | Transports                                                               | Robert Nkili                 | RDPC  |
| 37 | Travail et de la sécurité sociale                                        | Grégoire Owona (en)          | RDPC  |
| 38 | Travaux publics                                                          | Patrice Amba Salla           | RDPC  |

## Ministres délégués
| N° | Fonction | Prénom(s) & Nom(s)        | Parti |
| -- | --- | ------------------------- | ----- |
| 05 | à la Présidence chargé de la Défense                                                                              | Edgar Alain Mébé Ngo'o    | RDPC  |
| 06 | à la Présidence chargé du Contrôle supérieur de l'État                                                            | Henri Eyebe Ayissi        | RDPC  |
| 07 | à la présidence chargé des Marchés publics                                                                        | Aba Sadou                 |       |
| 39 | auprès du Ministre de l'AT et de la Décentralisation, chargé des Collectivités Territoriales Décentralisées       | Jules Doret Ndongo        | RDPC  |
| 40 | auprès du Ministre de l'Agriculture et du Développement Rural chargé du développement rural                       | Clémentine Ananga Messina | RDPC  |
| 41 | auprès du Ministre de l'Économie de la Planification et de l'Aménagement du Territoire chargé de la Planification | Abdoulaye Yaouba          | RDPC  |
| 42 | auprès du Ministre de l'Environnement, de la Protection de la Nature et du Développement durable                  | Nana Aboubakar Djalloh    | RDPC  |
| 43 | auprès du Ministre des Finances                                                                                   | Titi Pierre               | RDPC  |
| 44 | auprès du Ministre de la Justice Garde des Sceaux                                                                 | Jean-Pierre Fogui         | RDPC  |
| 45 | auprès du Ministre des relations extérieures chargé des relations avec le Commonwealth                            | Joseph Dion Ngute         | RDPC  |
| 46 | auprès du Ministre des Relations Extérieures Chargé des Relations avec le Monde Islamique                         | Adoum Gargoum             | RDPC  |
| 47 | auprès du ministre des Transports                                                                                 | Mefiro Oumarou            | RDPC  |

## Ministres Chargés de mission
| N° | Fonction                         | Prénom(s) & Nom(s)          | Parti |
| -- | -------------------------------- | --------------------------- | ----- |
| 48 | à la Présidence de la République | Hamadou Moustapha           | ANDP  |
| 49 | à la Présidence de la République | Mengot Victor Arrey Nkongho | RDPC  |
| 50 | à la Présidence de la République | Paul Atanga Nji             | RDPC  |
| 51 | à la Présidence de la République | Philippe Mbarga Mboa        | RDPC  |

## Secrétaires d’État auprès d'un ministre
| N° | Fonction                                                                                         | Prénom(s) & Nom(s)              | Parti |
| -- | ------------------------------------------------------------------------------------------------ | ------------------------------- | ----- |
| 01 | à la Défense chargé des anciens combattants et victimes de guerre                                | Koumpa Issa                     | RDPC  |
| 02 | à la Défense chargé de la Gendarmerie Nationale                                                  | Jean Baptiste Bokam             |       |
| 03 | à l'Éducation de base                                                                            | Benoît Ndong Soumhet            | RDPC  |
| 04 | auprès du ministre des Enseignements secondaires chargé de l'Enseignement normal                 | Mounouna Foutsou                | RDPC  |
| 05 | aux forêts et à la faune                                                                         | Koulsoumi Alhadji épouse Boukar | RDPC  |
| 06 | auprès du ministre de l'Habitat et du développement urbain chargé de l'habitat                   | Marie-Rose Dibong               | RDPC  |
| 07 | auprès du ministre de la Justice, garde des sceaux chargé de l'administration pénitentiaire      | Jérôme Dooh Penbaga             | RDPC  |
| 08 | auprès du ministre des Mines, de l’Industrie et du Développement Technologique                   | Fuh Calistus Gentry             | RDPC  |
| 09 | auprès du ministre de la Santé Publique chargé de la lutte contre les épidémies et les pandémies | Alim Garga Hayatou              | RDPC  |
| 10 | aux Travaux publics chargé des routes                                                            | Hans Nyetam Nyetam              | RDPC  |

## Rattaché à la Présidence de la république
| N°                   | Fonction                            | Prénom(s) & Nom(s)  | Parti |
| -------------------- | ----------------------------------- | ------------------- | ----- |
| Secrétariat Général  |                                     |                     |       |
| 01/52                | Ministre Secrétaire Général         | Ferdinand Ngoh Ngoh | RDPC  |
| 02/53                | Ministre Secrétaire Général Adjoint | Peter Agbor Tabi    | RDPC  |
| Cabinet Civil        |                                     |                     |       |
| 03                   | Directeur du Cabinet Civil          |                     | RDPC  |
| 04                   | Directeur Adjoint du Cabinet Civil  |                     | RDPC  |
| Conseillers Spéciaux |                                     |                     |       |
| 05                   | Conseiller Spécial                  |                     | RDPC  |
| 06                   | Conseiller Spécial                  |                     | RDPC  |
| 07                   | Conseiller Spécial                  |                     | RDPC  |